# Тійт Набер
Набер Тійт (ест. Tiit Naber, 7 липня 1952, Таллінн, Естонська РСР, СРСР) — естонський дипломат, Надзвичайний та Повноважний посол Естонії в Україні з липня 1999 до квітня 2000.

## Освіта
Інженер-механік, випускник Талліннського політехнічного існитуту (Естонія).

## Дипломатична діяльність
У 1992 зарахований до складу працівників МЗС Естонії.
У 1993—1997 — представник Естонії в Королівстві Норвегія. По поверненню очолив Департамент зовнішньоекономічної політики МЗС Естонії. Після невдалих переговорів з чиновниками ЄС, відправлений у дипломатичне відрядження.
У 1999 прийняв естонську дипломатичну місію в Україні з рук першого посла Тійта Матсулевича, а через дев'ять місяців передав найяскравішому послу Естонії у новому часі — Паулю Леттенсу. Найбільший успіх — організація візиту до Києва Міністра закордонних справ Естонії Томаса Гендріка Ільвеса (жовтень 1999).
Під час перебування у Києві домігся практичної реалізації договору про вільну торгівлю, сприяв розвитку діалогу між НАТО та Україною.
Брав участь у громадських акціях, організував гастролі естонських музикантів. Підтримував щільні контакти з Естонським земляцтвом у Києві. Одна із вагомих акцій — відкриття комп'ютерного класу у середній школі с. Іванківка Київської області коштом Естонії. Також виставка естонської літератури з Фондів Парламентської бібліотеки України, на якій представлено близько 100 оригінальних та перекладних видань, зокрема українська естоністика.
У травні 2000 призначений послом в Азербайджан, за сумісництвом — у Грузії та Молдові.
У 2002 повертається на Батьківщину, 2004 — віце-канцлер МЗС Естонії та депутат парламентської делегації Естонії в Європейському Союзі.
У 2005 — голова Комітету старших посадових осіб Ради держав Балтійського моря (РДБМ).
Спеціалізувався на проблемах міжнародного судноплавства, морської торгівлі, екологічної безпеки.
З 13 жовтня 2008 — посол Естонії в Литві.